# Resi Stiegler
Resi Stiegler, född 14 november 1985 i Jackson, Wyoming, är en amerikansk alpin skidåkare. Hon är född och uppväxt i delstaten Wyoming, och är dotter till OS-vinnaren i slalom Josef Stiegler från Österrike. Resi har deltagit i två VM (2003 och 2005) samt vid OS i Turin 2002. Bästa placeringen i världscupen är två fjärdeplatser.

## Fotnoter
1. ↑  FIS databas, FIS-alpinskidåkar-ID: 58869, läst: 26 april 2022.[källa från Wikidata]